# Klosterstraße (Wittlich)
Die  Klosterstraße ist eine Straße in der Innenstadt von Wittlich in Rheinland-Pfalz. Sie zweigt von der Karrstraße ab und verbindet sie auf 70 Metern mit der Mittleren Kordel. Sie besteht erst seit dem frühen 19. Jahrhundert und führt über das Gebiet des ehemaligen Franziskanerklosters, dessen sechs Meter hohe Westmauer teilweise in der Wohnbebauung erhalten geblieben ist (Nr. 2–12, gerade Nummern), weshalb die Straße unter Denkmalschutz steht. Nach dem Verkauf der Klostergebäude 1804 reihten sich auf kleinen Parzellen an der Westseite unterschiedliche Bauten aneinander, während auf der Ostseite gegenüber kleine Wirtschafts- und Lagergebäude in einfachster Ausführung entstanden. Die Straße erhält im Wesentlichen das  typische Bild einer engen, innerstädtischen Wohnstraße des früheren 19. Jahrhunderts.